# Trigonotylus psammaecolor
Trigonotylus psammaecolor ist eine Wanzenart aus der Familie der Weichwanzen (Miridae).

## Merkmale
Die Wanzen werden 5,3 bis 7,0 Millimeter lang. Die Arten der Gattung Trigonotylus haben einen langgestreckten Körper mit einer längs verlaufenden Furche zwischen den Facettenaugen und einem glatten, unpunktierten Pronotum. Das erste Glied ihrer Fühler trägt kurze, stachelige Härchen und ist nicht länger als der Kopf. Bei Trigonotylus psammaecolor hat eine blass grüne Grundfarbe und kann anhand des besiedelten Lebensraums, um Sanddünen an der Küste bei der Bestimmung eingegrenzt werden.

## Vorkommen und Lebensraum
Die Art ist an den Küsten der Ost- und Nordsee sowie des Atlantiks von Skandinavien und Polen bis Frankreich und Spanien bis in den westlichen Mittelmeerraum verbreitet. In Deutschland ist sie an geeigneten Orten nicht selten und kann lokal auch häufig sein. Besiedelt werden die dem Meer zugewandten Teile von Küstendünen.

## Lebensweise
Trigonotylus psammaecolor lebt an den ihren Lebensraum dominierenden Süßgräsern (Poaceae) Gewöhnlicher Strandhafer (Ammophila arenaria), Strandroggen (Leymus arenarius) und Binsen-Quecke (Elymus farctus) sowie seltener auch an Reitgräser (Calamagrostis). Darüber hinaus scheint die Art an keinen anderen Arten zu saugen. Sie saugen an den unreifen Samen und an den Blättern, wobei das Saugen an ersteren für ihre Ernährung viel wichtiger ist. Die Weibchen legen ihre Eier an den Ähren der Wirtspflanzen ab. Die Wanzen tolerieren extremen Wind und können sich auch bei Sturm an den Gräsern festklammern. Pro Jahr wird eine Generation ausgebildet. Die Imagines haben eine nur kurze Lebenserwartung und treten von Ende Juni bis Anfang August auf.

## Belege